# Eckhart Bartels

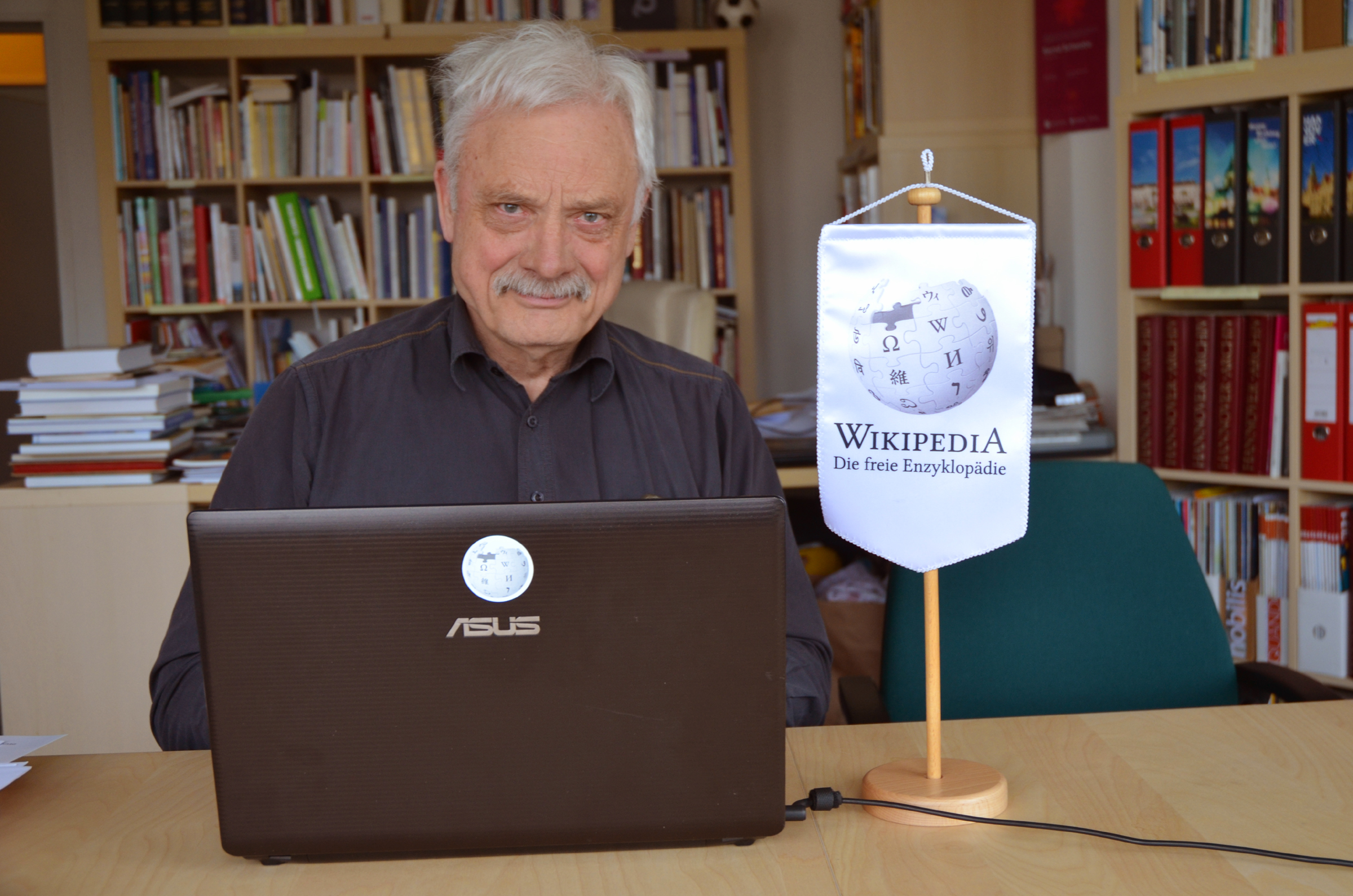
Eckhart Bartels im März 2018

Eckhart Bartels (* 1947 in Großenheidorn) ist ein deutscher Journalist und Sachbuch-Autor zu Automobilen, insbesondere zu Oldtimern und Fahrzeugen der Marke Opel.

## Leben
Geboren am Steinhuder Meer durchlief Eckhart Bartels nach seiner Schulzeit Ende der 1960er Jahre eine Ausbildung zum Industriekaufmann. Später wirkte er als Fachmann für Marketing-Kommunikation.
1972 war er Mitbegründer der Alt-Opel-Interessengemeinschaft (AOIG), eines der ersten Markenclubs in der deutschen Oldtimerszene. Unter seiner Führung wuchs die AOIG innerhalb von 25 Jahren auf rund 1700 Mitglieder im In- und Ausland. In dieser Zeit redigierte Bartels die prämierte und von ihm herausgegebene Zeitschrift Alt-Opel-Magazin und -Markt.

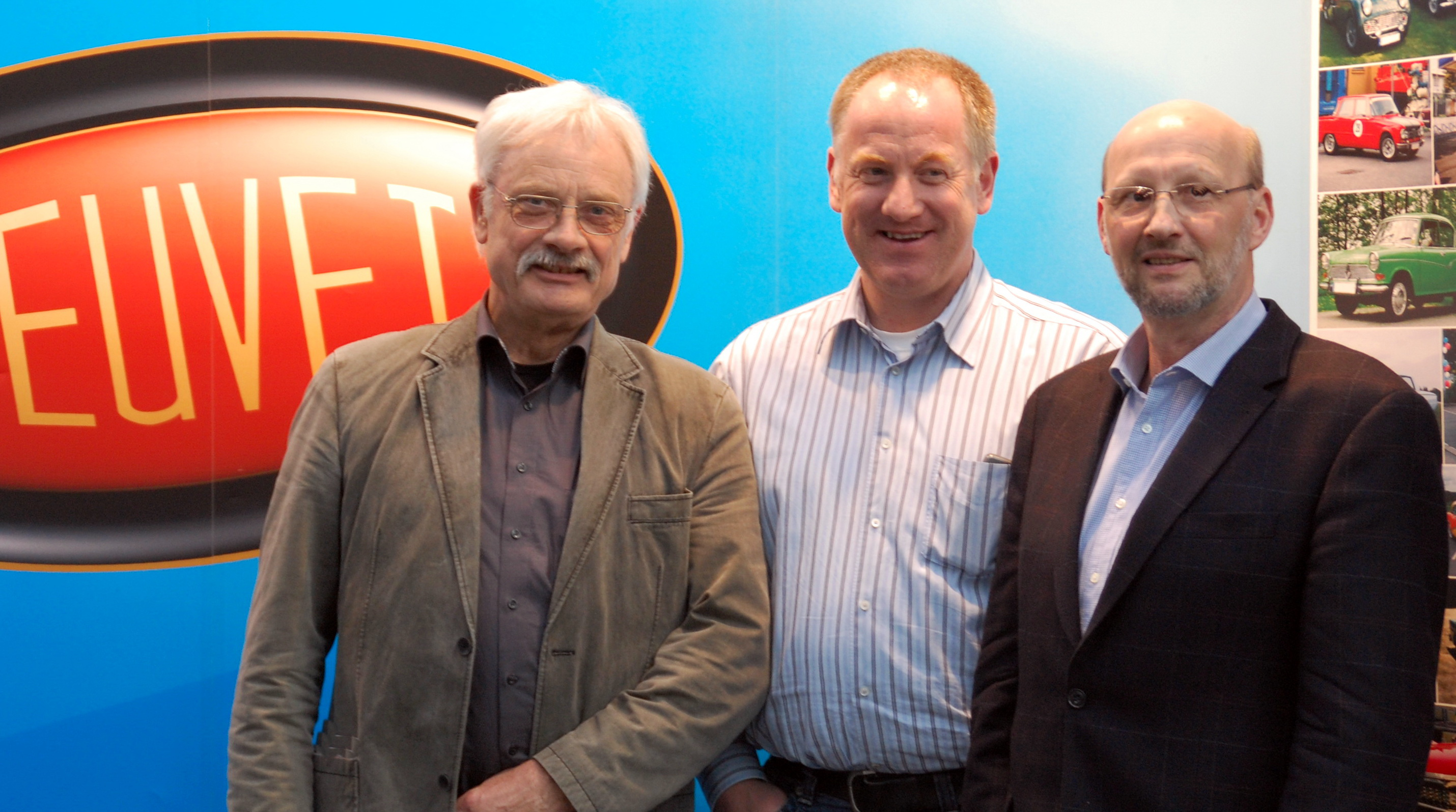
Als Vorstand des DEUVET (v.l.): Eckhart Bartels, Götz Knoop, Peter Schneider;
2013 als Techno-Classica-Aussteller, Messe Essen

Seit 1983 publizierte Eckhart Bartels auf der Grundlage eines eigenen „Technik-Archivs“ eine Reihe von Büchern zum Thema Opel. Seit 1999 erscheint der von ihm verantwortete Almanach Jahrbuch Opel.
Als Ko-Autor beteiligte sich Bartels an der 2005 von David Lillywhite und Halwart Schrader herausgegebenen Enzyklopädie der klassischen Automobile.

## Schriften (Auswahl)
- Opel im Kriege. Personenwagen – Lastwagen, Sonderkonstruktionen (= Das Waffen-Arsenal, Bd. 82), Friedberg: Podzun-Pallas-Verlag, 1983, ISBN 978-3-7909-0209-9 und ISBN 3-7909-0209-8
- Eckhart Bartels (Hrsg.), Diethelm Jakoby: Opel Olympia. 1935–1953. Eine Dokumentation (= Schrader-Motor-Chronik, Bd. 12), München: Schrader, Automobil-Bücher-Handelsgesellschaft, 1986, ISBN 978-3-922617-24-2 und ISBN 3-922617-24-7
- Opel-Personenwagen. Eine Chronik, Brilon: Podszun-Motorbücher, 1987, ISBN 978-3-923448-33-3
- Das Opel-Kapitän-Buch. 40 Jahre Opel-Grosswagen. Vom „Super 6“ bis zum „Diplomat V8“. 1937 bis 1977, Brilon: Podszun-Motorbücher, 1987, ISBN 978-3-923448-39-5 und ISBN 3-923448-39-2
  - erweiterte Neuauflage unter dem Titel Das Opel-Kapitän-Buch. Die Geschichte der Opel 6-und-8-Zylinder-Großwagen von 1916 bis heute, [circa 1999], ISBN 978-3-86133-193-3 und 3-86133-193-4
- seit 1999: Jahrbuch Opel ... Brilon: Verlag Podszun-Motorbücher
- Eckhart Bartels, Rainer Manthey: Opel Typenkunde, 2 Bände, Bielefeld: Delius Klasing;
  - Bd. 1: Klein- und Mittelklassewagen ab 1962, 2005, ISBN 978-3-7688-1637-3 und ISBN 3-7688-1637-0
  - Bd. 2: Mittel- und Oberklassewagen ab 1947, 2006, ISBN 978-3-7688-1726-4 und ISBN 3-7688-1726-1; Inhaltstext
- Eckhart Bartels, Rainer Manthey: Das Opel-Manta-Buch, Brilon: Podszun-Motorbücher, [circa 1990], ISBN 978-3-923448-57-9 und ISBN 3-923448-57-0
- Opel-Militärfahrzeuge. 1906–1956, Wölfersheim-Berstadt: Podzun-Pallas, 1994, ISBN 978-3-7909-0515-1
- Opel Fahrzeug-Chronik. 1887–2000, Brilon: Podszun, [2000], ISBN 978-3-86133-146-9, ISBN 3-86133-146-2
- Peter Kurze, Eckhart Bartels: Opel Rekord. Der Sieg der schönen Linie, Bielefeld: Delius Klasing, 2009, ISBN 978-3-7688-2653-2